# 中国篮球协会
中国篮球协会是全国性群众体育组织，中华全国体育总会的下属会员，主管篮球运动，成立于1956年6月。1997年11月24日国家体育总局篮球管理中心成立，当时与中国篮协一个机构两块牌子，隶属于国家体育总局。2017年4月1日，中国篮球协会与国家体育总局篮球管理中心脱钩，原由篮球管理中心承担的业务职责转移至中国篮球协会。该组织主办多个联赛，例如男子和女子篮球联赛，以及大学生篮球联赛等等。

## 组成
- 综合部
- 运动队管理部
- 国家队管理办公室
- 竞赛管理部
- 青少年管理部
- 社会发展部
- 培训办公室

## 下属
- 北京中篮体育开发中心
- 中国篮协器材装备委员会
- 中国篮球协会新闻委员会

## 历任主席
1. 董守义
2. 张青季
3. 牟作云 1979年–1996年
4. 张发强 1996年–2007年
5. 于再清 2007年–2017年
6. 姚明 2017年–2024年
7. 郭振明 2024年–